# Seglora gamla prästgård
Seglora gamla prästgård är en byggnad i Seglora i Borås kommun. Den uppfördes år 1793, var prästbostad fram till år 1939 och används numera av Seglora hembygdsförening. Byggnaden är byggnadsminne sedan den 9 oktober 1964.

## Historia
Prästgården uppfördes för Seglora församling år 1793 och var kyrkoherdebostad fram till år 1918, varefter den var komministerboställe fram till år 1939. Den siste kyrkoherden, som bodde där, var Carl Christiansson och den siste komministern var Karl Strandelius. År 1949 togs den över av Stiftelsen Seglora gamla prästgård, som förvaltar och hyr ut den till traktens föreningar. Seglora hembygdsförening är hyresgäst där.

## Beskrivning
Prästgården ligger mittemot den gamla kyrkogården och kyrkplatsen. Byggnaden vänder sig med huvudingång mot öster och gavel mot vägsträckningen. Prästgården ingår i ett större kulturhistoriskt sammanhang med bland annat kyrkby, stenvalvbro, folkskola och gårdsbebyggelse. Viskan passerar strax väster om kyrkoplatsen. Seglora gamla prästgård bevarar egenarten hos gången tids byggnadsskick och anses med hänsyn till det som synnerligen märklig.
Prästgården är uppförd i timmer och klädd med stående locklistpanel. Fasaden är målad med falu rödfärg. Sadeltaket med avvalmade gavelspetsar är klätt med enkupigt lertegel. Fönstren på nedre våningsplanet har fyra lufter samt överluftsfönster. Fönstren på övervåningen har fyra lufter. Fönsterbeslagen är av varierande ålder, varav flera är äldre smidesbeslag. På väst- respektive östfasaden finns ett blindfönster. I vardera gavelröstet finns ett lunettfönster. På västfasaden finns fundamentet efter en veranda.
Prästgården inrymmer förstuga, sal, fyra rum och kök i bottenvåningen samt sex rum på övervåningen. Prästgårdens fasta inredning i form av väggpanel, dörrblad, omfattningar, kakelugnar samt spiskomplex i köket är mycket välbevarad. Snickerierna är genomgående vitmålade. I byggnaden finns kakelugnar med stänkglasyr och ben, vilka är från 1700-talet. Flera kakelugnar är från tiden kring sekelskiftet 1900. Kökets väggar är klädda med pärlspontpanel. Golven är genomgående av furu som oljats eller lackats. Övervåningen används för arkiv, samlingsrum och museum. Ett rum har iordningställts som äldre handelsbod.
I byggnadsminnet ingår prästbostaden, en bostad (tåastugan), ett magasin, samt en bod. Den så kallade Lundastugan (tåastugan), som är en av traktens få bevarade ryggåsstugor, flyttades år 1957 till hembygdsgården vid prästgården.

## Galleri

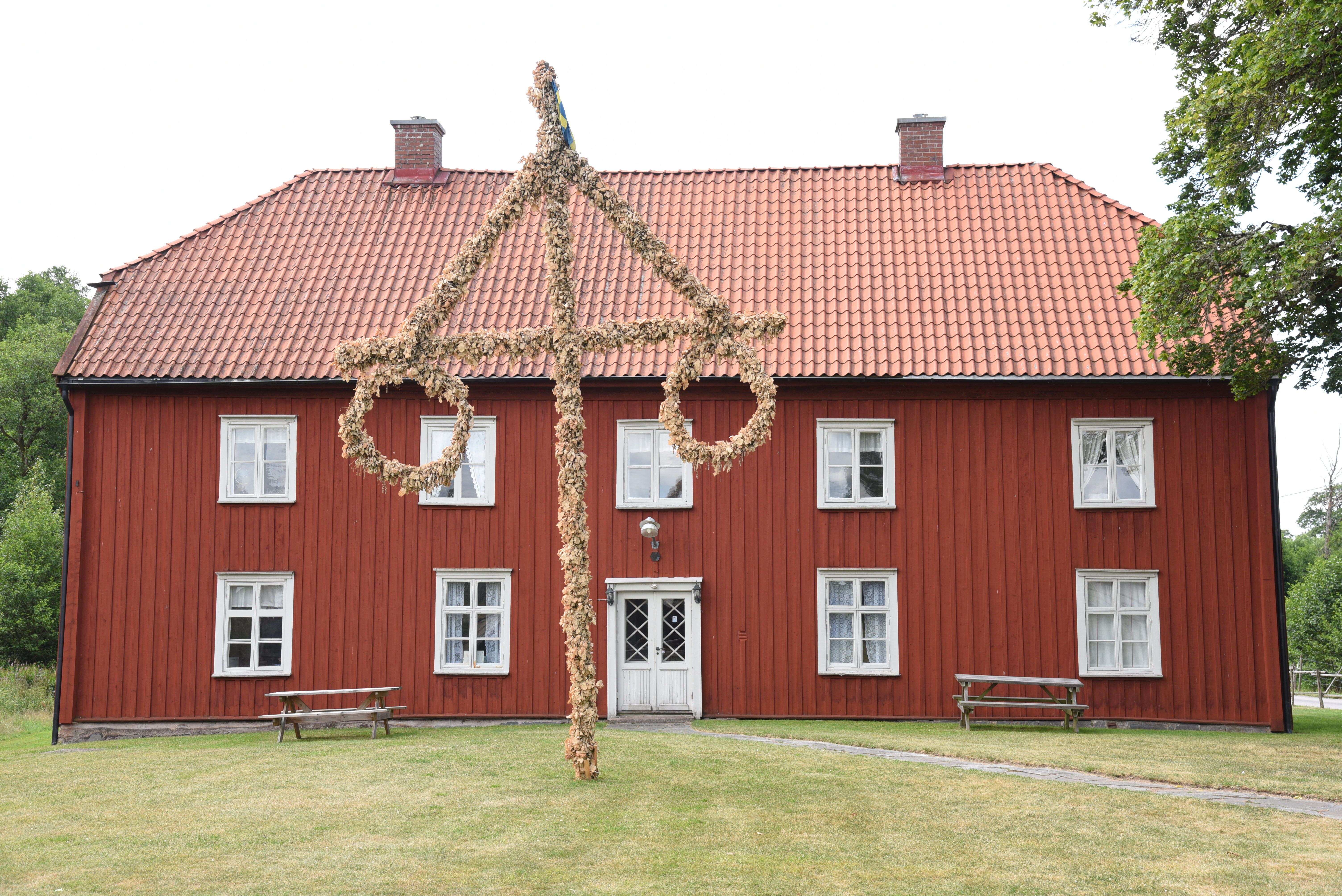
Prästgårdens entré från öster.
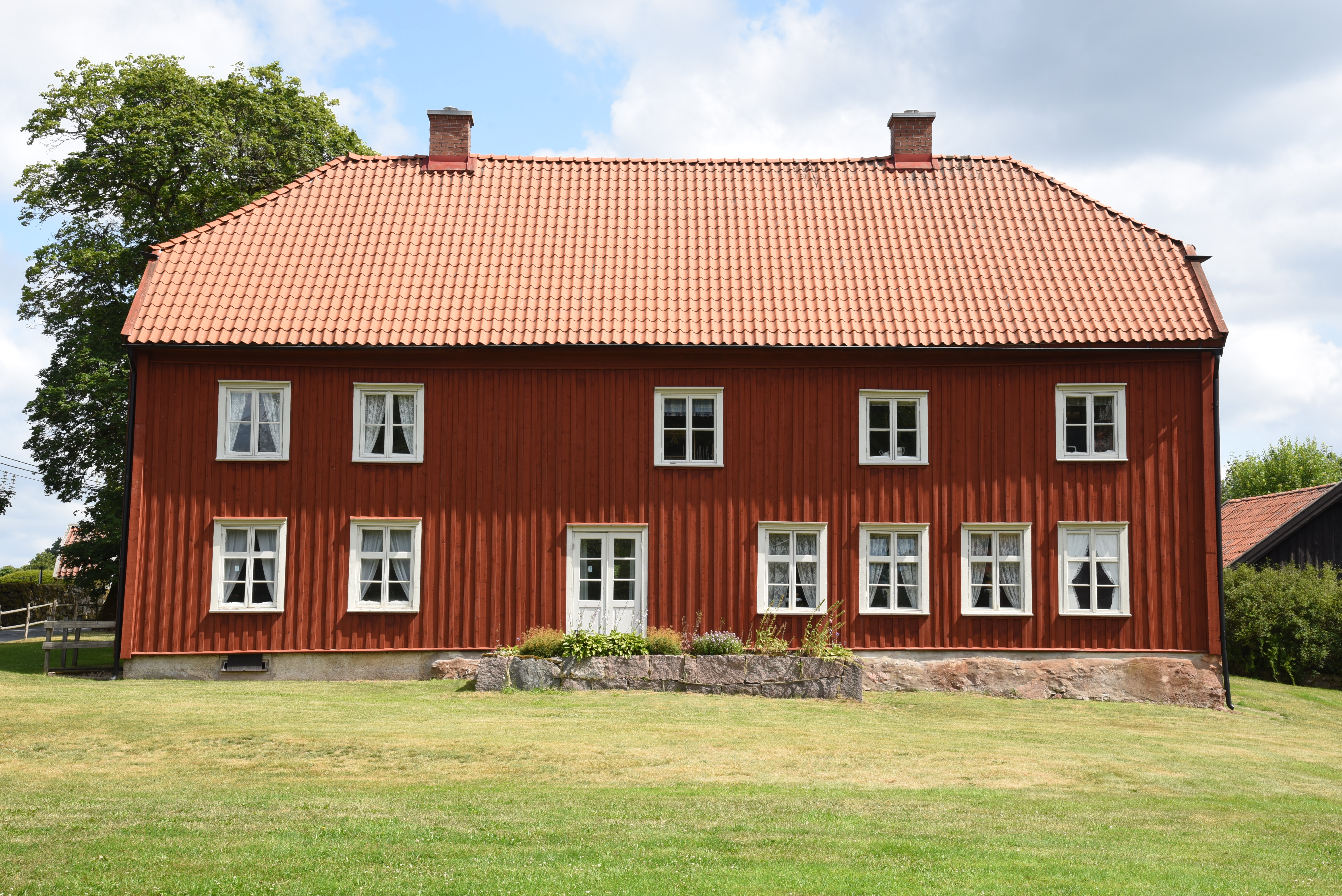
Fasad från väster.
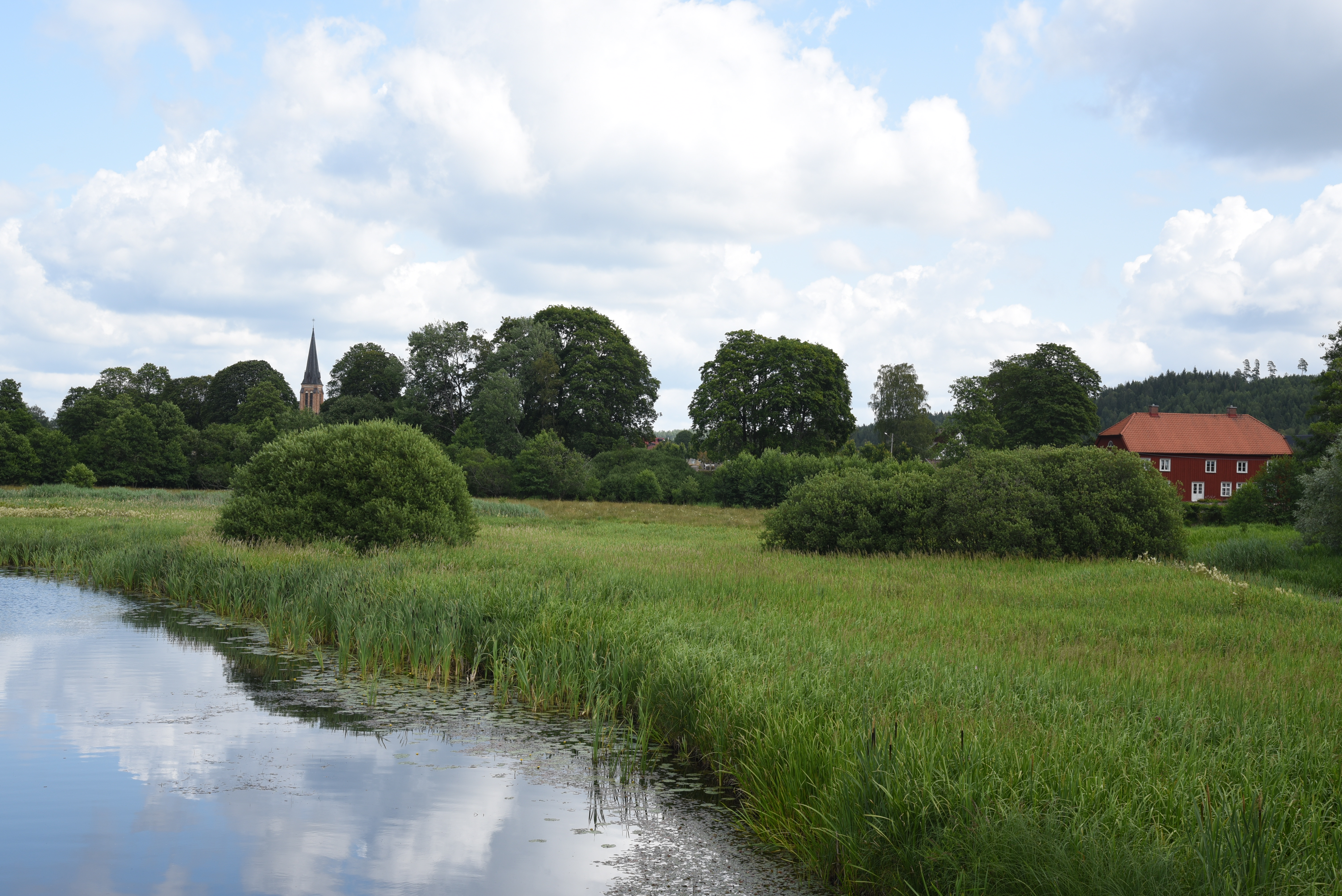
Prästgården sedd från bron över Viskan. Till vänster syns Seglora nya kyrka.
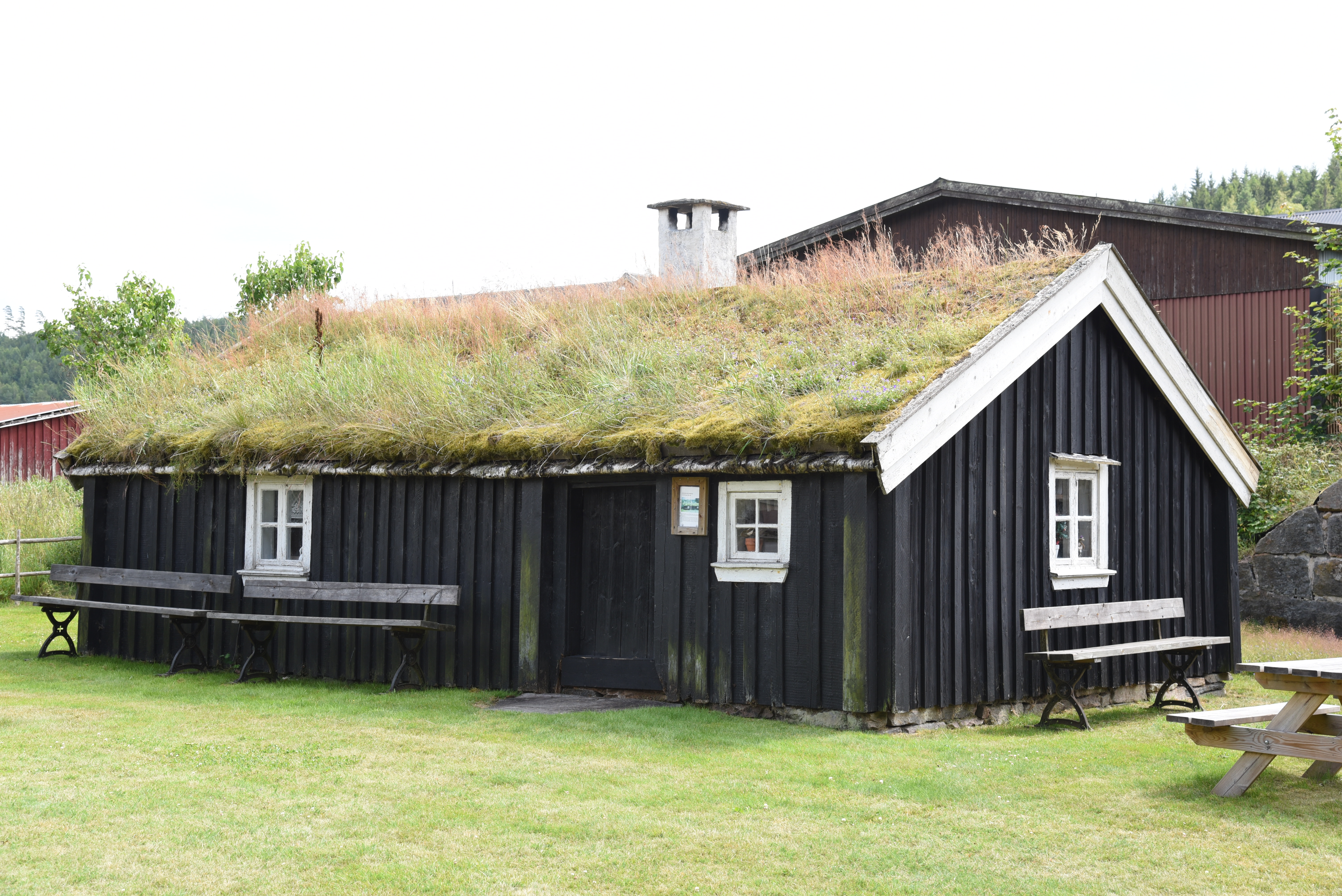
Lundastugan.